# Helmut Liebl
Helmut Jakob Liebl (* 16. Dezember 1927 in Wurmannsquick) ist ein deutscher Physiker, der sich mit Ionenoptik und deren Anwendung in der Massenspektrometrie befasst.

## Leben und Wirken
Liebl studierte Physik an der TU München mit dem Diplom 1953 und der Promotion 1956. Danach war er wissenschaftlicher Assistent an der TU München, bevor er 1959 in die USA zur Geophysics Corporation of America (GCA) in Bedford (Massachusetts) ging als Mitarbeiter von Richard Herzog, einem Pionier der Massenspektrometrie in den 1930er Jahren und Ende der 1940er Jahre der Sekundärionen-Massenspektrometrie (SIMS), der mit Liebl bei GCA ein SIMS entwickelte, das von der NASA für die Verwendung bei der Mondlandung finanziert wurde. Sie präsentierten das Gerät 1963, drei Jahre nach der Demonstration eines anderen solchen Geräts durch die Franzosen Raimond Castaing und Georges Slodzian. Das Gerät von Liebl und Herzog war im Gegensatz zu dem der Franzosen doppelfokussierend und nutzte eine Ionenquelle von Manfred von Ardenne. Im weiteren Verlauf kam es zu einem Konkurrenzkampf mit den Franzosen und der Firma Cameca, die die industrielle Entwicklung in Frankreich übernahm. Liebl wechselte 1964 zu ARL (Applied Research Laboratories) in Goleta (Kalifornien) (Hasler Research Center). Dort baute er das erste Scanning Ion Microprobe Mass Spectrometer (Ion Microprobe Mass Analyzer, IMMA) mit seitlicher Auflösung von weniger als 2 Mikron. 1968 kehrte er nach Deutschland zurück und war bis zu seiner Pensionierung am Max-Planck-Institut für Plasmaphysik in Garching in der Abteilung Oberflächenphysik tätig. Auch hier befasste er sich weiter mit SIMS.
Er hält 20 Patente und veröffentlichte rund 80 wissenschaftliche Aufsätze.
Liebl lebt in Eching.

## Schriften
- mit Herzog: Sputtering ion source for solids, J. Appl. Physics, Band 34, 1963, S. 2893–2896
- Ion microprobe mass analyzer, J. Appl. Phys., 38, 1967, 5277–5280
- Applied Charged Particle Optics, Springer 2008[2]